# سكوت د. ديفيس
سكوت د. ديفيس (بالإنجليزية: Scott D. Davis)‏ هو عازف بيانو وموسيقي أمريكي، ولد في 26 أبريل 1973 في فيسبادن في ألمانيا.

## وصلات خارجية
- الموقع الرسمي
- سكوت د. ديفيس على موقع ميوزك برينز (الإنجليزية)